# Vulkán (hudební skupina)
Vulkán byla česká rocková skupina původem z Brna. Fungovala v letech 1963–1970, kdy se změnila ve Skupinu Aleše Sigmunda.

## Historie
Vznik bigbítové skupiny Vulkán v roce 1963 je spjat s amatérským divadelním souborem DIBETRA (Divadlo bez tradic). V roce 1964 posílila kapelu pěvecká sourozenecká dvojice Hana a Petr Ulrychovi, jejíž charakteristické dvojhlasy se staly poznávacím znakem skupiny. Protože se Vulkán zaměřoval na vlastní původní tvorbu, Ulrych se rovněž stal skladatelem, který bral inspirace jak ze zahraničních rockových skladeb, tak z moravského folklóru. Roku 1965 natočila kapela v brněnském Československém rozhlase své první nahrávky (např. „Píseň skleněné báně“ a „Kouzelná lampa“), které se staly dobovými hity i v Praze. O rok později přišly do Vulkánu sestry Martha a Tena Elefteriadu, původně doprovodné zpěvačky, které se však zanedlouho začaly v hlavních pěveckých partech střídat se sourozenci Ulrychovými. Na přelomu let 1966 a 1967 se kytaristou a lídrem skupiny stal Aleš Sigmund, jenž byl i autorem většiny pozdější tvorby kapely. Vulkán tehdy kromě Sigmunda, Ulrychových a sester Elefteriadu tvořili i druhý kytarista Ivan Sultanov, baskytarista Jiří Svoboda a bubeník Jaroslav Ptáček. V roce 1967 vyšel první singl skupiny a přetlak na pěveckých pozicích byl vyřešen odchodem Ulrychových (později však společně natočili ještě jeden singl a Petr psal pro Vulkán písně i nadále). Na konci téhož roku vystoupili na 1. československém beatovém festivalu v Praze, kde společně s nimi hostoval i Petr Oliva na cimbál, který skupina používala i v dalších letech, kdy na něj hrál Sigmund. Ten k melodickému bigbítu písní přidával, vzhledem k původu Marthy a Teny, také motivy inspirované řeckou lidovou hudbou.
V dalších letech vyšlo Vulkánu několik singlů a také jedno EP. Sestry Elefteriadu získaly na Bratislavské lyře 1969 cenu za píseň „To všetko bolo včera“, což k nim přivedlo zájem pražských manažerů. Během roku vystupovaly v programech různých pražských umělců, zpívaly také v západním Německu a Polsku, ovšem kvůli neplnění závazků agentury se vrátily do Vulkánu. Skupinu v té době tvořil, nepočítaje Sigmunda, také klávesista Bedřich Crha, baskytarista Cyril Kajnar a bubeník Karel Antonín. Repertoár je posílen o prvky soulu a swingu, autorsky se začala prosazovat i Martha Elefteriadu. Činnost Vulkánu byla ukončena v červenci 1970 a hudební těleso se přetransformovalo do Skupiny Aleše Sigmunda, které bylo doprovodnou kapelou pěveckého dua Martha a Tena, jež se přiklonilo ke středněproudé hudbě.

## Členové skupiny
Ve skupině Vulkán se vystřídali následující hudebníci:
- Petr Ulrych – zpěv (1964–1967)
- Hana Ulrychová – zpěv (1964–1967)
- Martha Elefteriadu – zpěv (1966–1970)
- Tena Elefteriadu – zpěv (1966–1970)
- Oldřich Matoušek – kytara (1963–1966/1967?)
- Jiří Lešenar – kytara (1963–?)
- Ivan Sultanov – kytara (1966–1967)
- Aleš Sigmund – kytara, doprovodný zpěv (1966/1967–1970)
- Jan Kukleta – kytara, doprovodný zpěv (1967–1968)
- Bedřich Crha – elektronické varhany, klavír (1969–1970)
- Miroslav Lešenar – baskytara (1963–?)
- Jiří Svoboda – baskytara (1966–1967[7])
- Kamil Tomeček – baskytara (1967)
- Lubomír Hloušek – baskytara (1967–?)
- Cyril Kajnar – baskytara (1969–1970)
- neznámý – bicí (1963–?)
- Jaroslav Ptáček – bicí (?–1968/1969?)
- Karel Antonín – bicí (1969–1970)

## Diskografie
Níže je uvedena kompletní diskografie skupiny Vulkán.

### Singly
- 1967 – „Tvé město“ / „Sen“ (Ulrychovi; Supraphon 043 0368)
- 1968 – „Tam chtěla bych být“ (jedná se o B stranu split singlu, na jehož A straně se nacházela píseň skupiny Atlantis; Supraphon 043 0539)
- 1969 – „Dancing in the Street“ / „Nejvíc má kdo se umí smát“ (Panton 04 0213)
- 1969 – „Přání děravé loďky“ / „Když má srdce půst“ (Discant 043 0003)
- 1969 – „Vracím se cestou domů“ / „Pojď půjdem spolu“ (Ulrychovi; Discant 043 0027)
- 1969 – „Život je jen náhoda“ / „Přijď“ (Panton 04 0250)
- 1969 – EP „Rescue Me“ / „Soul of a Man“ / „Saturday Nights“ / „It's Always Ever the Same“ (Panton 03 0216)
- 1970 – „Bouře“ (jedná se o B stranu singlu, na jehož A straně se nacházela sólová píseň Marthy a Teny Elefteriadu; Panton 04 0241)
- 1970 – „River Deep, Mountain High“ / „Poslední závěj“ (Panton 04 0242)

### Ostatní
- 1968 – píseň „Musím táhnout svůj vůz dál“ na sampleru Beat-line Supraphon (Ulrychovi; Supraphon 013 0525)